# Antonia Pemberton
Antonia Pemberton (* 1927 in Margate, Kent, England als Antonia Joyce Hall) ist eine britische Schauspielerin.

## Leben
Pemberton hatte ihre erste Serienrolle 1965 in der Miniserie Reluctant Bandit, danach folgten diverse weitere Fernsehrollen sowie wenige Kinofilme wie David Leans Reise nach Indien aus dem Jahr 1984. In Deutschland ist sie vor allem für die Rolle von Dawson, der Wirtschafterin des Schlosses Dorincourt, in dem Fernsehfilm Der kleine Lord (1980) an der Seite von Alec Guinness und Ricky Schroder bekannt. In der Fernsehserie Enemy at the Door, die über die deutsche Besatzung der Kanalinseln im Zweiten Weltkrieg handelt, hatte sie von 1978 bis 1980 eine feste Nebenrolle. Insgesamt umfasst ihr filmisches Schaffen rund 50 Film- und Fernsehproduktionen zwischen 1965 und 2007.
Pemberton war von 1946 bis 1953 mit John Francis Pemberton verheiratet. 1965 heiratete sie Bryan Stanion, mit dem sie ein Kind bekam. Die Ehe wurde geschieden. 

## Filmographie (Auswahl)
- 1965: Reluctant Bandit (Miniserie, 4 Folgen)
- 1967: The Newcomers (Fernsehserie, 4 Folgen)
- 1967: Danger Island (Fernsehserie, 3 Folgen)
- 1968–1975: Freie Hand für Barlow (Task Force Police, Fernsehserie, 3 Folgen)
- 1972: Doom Watch – Insel des Schreckens (Doomwatch, Fernsehserie, Folge 3x05)
- 1972, 1974: Ein Fall für Scotland Yard (New Scotland Yard, Fernsehserie, 2 Folgen)
- 1975: Prometheus: The Life of Balzac (Miniserie, 2 Folgen)
- 1975: Wie man sein Leben lebt (The Naked Civil Servant, Fernsehfilm)
- 1978–1980: Enemy at the Door (Fernsehserie, 22 Folgen)
- 1979: Verurteilt wegen Liebe (Home Before Midnight)
- 1980: Der kleine Lord (Little Lord Fauntleroy, Fernsehfilm)
- 1984: Jim Bergerac ermittelt (Bergerac, Fernsehserie, Folge 3x07)
- 1984: Reise nach Indien (A Passage to India)
- 1986–2006: The Bill (Fernsehserie, 3 Folgen)
- 1988: Black Hill (On the Black Hill)
- 1989: Behaving Badly (Miniserie, 4 Folgen)
- 1991: Agatha Christie’s Poirot (Fernsehserie, Folge 3x08)
- 1993: Lovejoy (Fernsehserie, Folge 5x10)
- 1997: Crime Traveller – Die Zeitspringer (Crime Traveller, Fernsehserie, Folge 1x06)
- 2002–2007: Doctors (Fernsehserie, 3 Folgen)
- 2007: Sally Lockhart – Der Schatten im Norden (The Shadow in the North, Fernsehfilm)